# Le ciel attendra
Le ciel attendra è un film francese del 2016 diretto da Marie-Castille Mention-Schaar.